# Cruising California (Bumpin' in My Trunk)
Cruising California (Bumpin' in My Trunk) è un singolo del gruppo rock statunitense The Offspring, pubblicato nel 2012 ed estratto dall'album Days Go By in Giappone e Australia.

## Tracce
- Download digitale

1. Cruising California (Bumpin' in My Trunk) – 3:31

## Formazione
- Dexter Holland – voce, chitarra (studio)
- Noodles – chitarra solista, cori
- Greg K – basso
- Pete Parada – batteria, percussioni (live, video)
- Josh Freese – batteria, percussioni (studio)
- Todd Morse -  tastiera, cori

Altri musicisti
- Dani & Lizzy – voce

## Classifiche
| Classifica (2012) | Posizione massima |
| ----------------- | ----------------- |
| Giappone          | 6                 |